# Opatijas riviera

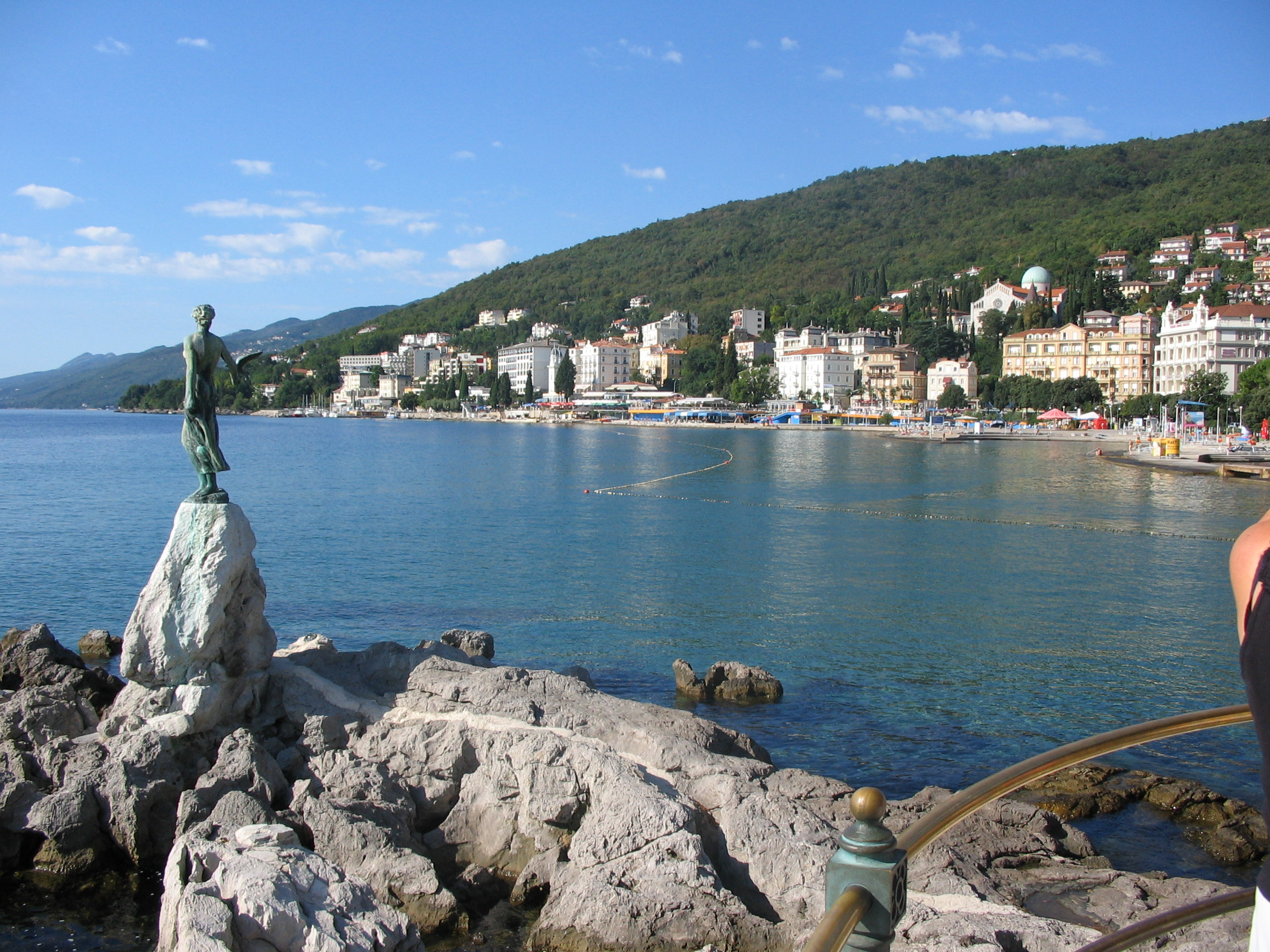
Opatija, rivierans huvudort år 2007.

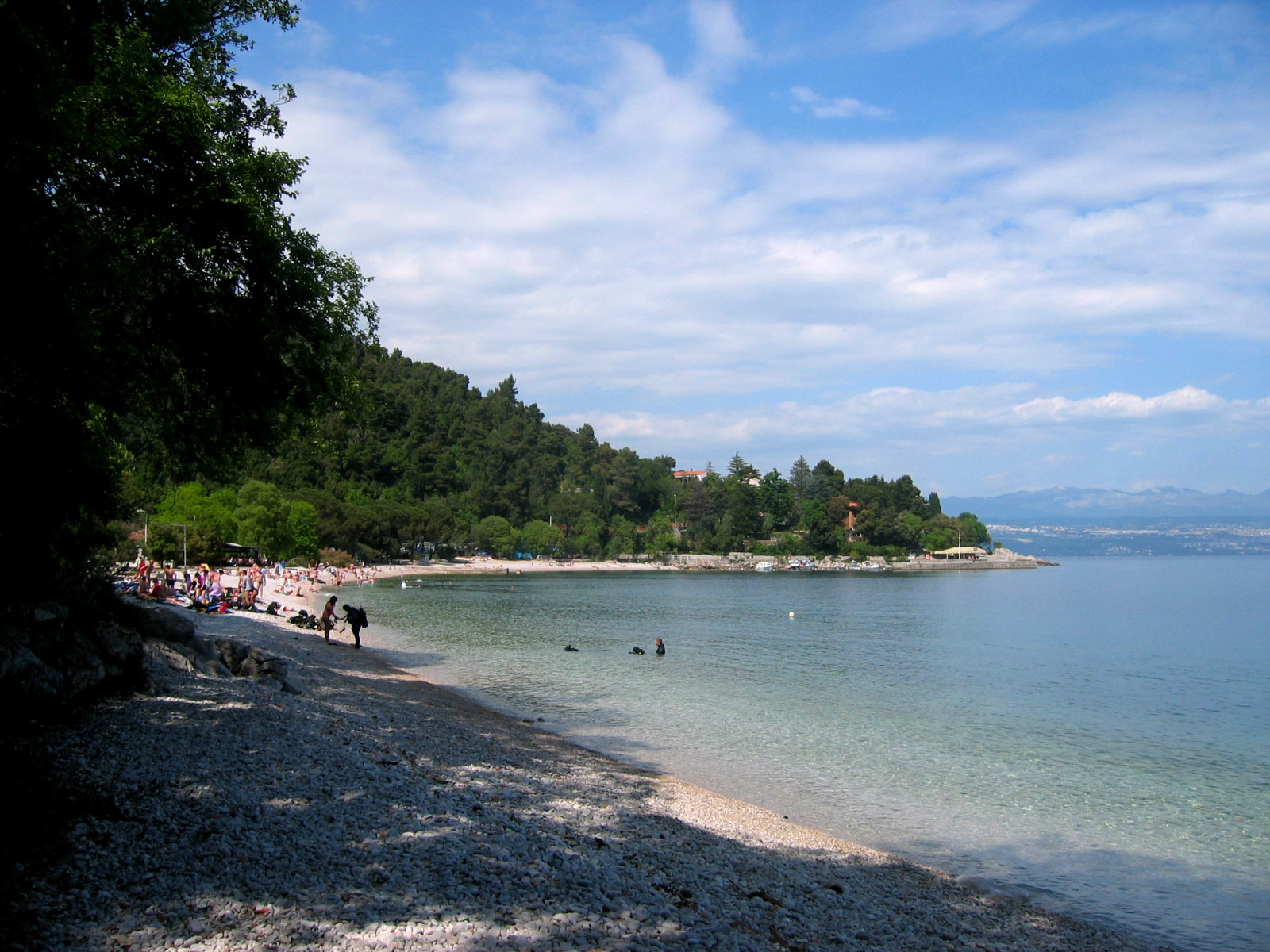
Grusstranden i Medveja år 2007.

Opatijas riviera eller Opatijarivieran (kroatiska: Opatijska rivijera) är en riviera i Kroatien. Den sträcker sig längs en drygt 17 kilometer lång kustremsa vid Adriatiska havet, från Mošćenička Draga till Preluk, väster om Rijeka vid norra Kvarnerviken. Rivierans huvudort är som namnet antyder kurorten Opatija. Flera orter längs rivieran (Volosko–Opatija–Ičići–Ika–Lovran) är förbundna via den drygt 12 kilometer långa strandpromenaden Lungomare.  

## Historik
Turismen som spår sina anor från slutet av 1800-talet då området ingick i Österrikiska kustlandet utgör en viktig näringsgren i orterna längs rivieran. Inte sällan omnämns Opatija, rivierans huvudort, som den moderna kroatiska turismens födelseplats. Kring sekelskiftet 1800/1900 semestrande framstående personer från den österrikisk-ungerska hovet och societeten vid rivieran. Inte minst i Opatija uppfördes pastellfärgade hotell och privata villor i wienerstil som alltjämt utgör ett slående inslag i ortens stadsbild.     

## Orter vid Opatijas riviera (A–Ö)
- Ičići
- Ika
- Lovran
- Matulji
- Medveja
- Mošćenička Draga
- Opatija
- Preluk
- Volosko